# Chính sách thương mại quốc tế
Chính sách thương mại quốc tế là các quan điểm, nguyên tắc, biện pháp thích hợp của một nước dùng để điều chỉnh hoạt động thương mại quốc tế của nước đó trong một thời gian nhất định, nhằm đạt được mục tiêu kinh tế - chính trị - xã hội của nước đó.

## Vai trò
- Tạo điều kiện thuận lợi cho các doanh nghiệp trong nước thâm nhập và mở rộng thị trường ra nước ngoài, khai thác triệt để lợi thế so sánh của nền kinh tế trong nước.
- Bảo vệ thị trường nội địa: tạo điều kiện cho doanh nghiệp trong nước đứng vững và vươn lên trong hoạt động kinh doanh.
- Chính sách thương mại quốc tế là một bộ phận trong chính sách đối ngoại của một quốc gia.

## Các công cụ chủ yếu của chính sách thương mại quốc tế

### Thuế quan
Thuế xuất nhập khẩu hay thuế xuất-nhập khẩu hoặc thuế quan là tên gọi chung để gọi hai loại thuế trong lĩnh vực thương mại quốc tế. Đó là thuế nhập khẩu và thuế xuất khẩu. Thuế nhập khẩu là thuế đánh vào hàng hóa nhập khẩu, còn thuế xuất khẩu là thuế đánh vào hàng hóa xuất khẩu.

### Hạn ngạch thương mại
Hạn ngạch hay hạn chế số lượng là quy định của một nước về số lượng cao nhất của một mặt hàng hay một nhóm hàng được phép xuất hoặc nhập từ một thị trường trong một thời gian nhất định thông qua hình thức cấp giấy phép.

### Giấy phép
Là hình thức cơ quan có thẩm quyền cấp phép cho các doanh nghiệp được xuất - nhập khẩu.
- Giấy phép chung: Chỉ quy định tên hàng, thị trường. Không hạn chế định lượng, không ghi rõ địa chỉ doanh nghiệp cấp.
- Giấy phép riêng: Cấp cho từng doanh nghiệp. Ghi rõ số lượng, giá trị, thị trường, thể loại mặt hàng cụ thể.
- Ngoài ra còn một số loại giấy phép như: giấy phép có điều kiện, giấy phép đổi hàng, giấy phép ưu tiên...

### Hạn chế xuất khẩu tự nguyện
Là một biện pháp hạn chế xuất khẩu mà một quốc gia nhập khẩu đòi hỏi quốc gia xuất khẩu phải hạn chế bớt hàng xuất khẩu sang nước mình một cách tự nguyện, nếu không họ sẽ áp dụng các biện pháp trả đũa kiên quyết.
Áp dụng cho các quốc gia có khối lượng xuất khẩu quá lớn ở một mặt hàng nào đó.

### Các hàng rào kỹ thuật
Là những tiêu chuẩn về vệ sinh, đo lường, an toàn lao động, bao bì đóng gói, đặc biệt là tiêu chuẩn về vệ sinh thực phẩm, vệ sinh phòng dịch, tiêu chuẩn về bảo vệ môi trường sinh thái...
- Những quy định này có tác dụng bảo hộ đối với thị trường trong nước, hạn chế dòng vận động của dòng hàng hóa trên thị trường thế giới.
- Những nước phát triển sẽ có lợi hơn so với các nước chậm phát triển trong việc áp dụng những quy định này.

### Trợ cấp xuất khẩu
Chính phủ có thể áp dụng các biện pháp trợ cấp trực tiếp hoặc cho vay với lãi suất thấp với các nhà xuất khẩu trong nước.
- Ảnh hưởng của trợ cấp:
  - Lượng cung thị trường nội địa bị giảm do mở rộng quy mô xuất khẩu, giá cả thị trường nội địa tăng lên, người tiêu dùng trong nước sẽ bị thiệt một khoản tiền nhất định.
  - Chi phí ròng xã hội phải bỏ ra để bảo hộ việc khuyến khích xuất khẩu gây thiệt hại cho xã hội.

### Tín dụng xuất khẩu
Là hình thức khuyến khích xuất khẩu bằng cách nhà nước lập các quỹ tín dụng xuất khẩu hỗ trợ cho hệ thống ngân hàng thương mại đảm bảo gánh chịu rủi ro nhằm tăng cường tín dụng cho hoạt động xuất khẩu.
- Tín dụng xuất khẩu thường được áp dụng cho các nước phát triển.
- Áp dụng chủ yếu cho các nhóm hàng thiết bị, máy móc, dây chuyền,...

### Chống bán phá giá
Theo hiệp định về chống bán phá giá của WTO: Một sản phẩm bị coi là bán phá giá nếu giá xuất khẩu thấp hơn giá trị thông thường được bán trên thị trường nội địa của nước xuất khẩu.
- Phương thức tính giá trị thông thường của sản phẩm:
  - Dựa trên giá bán của sản phẩm đó trên thị trường nội địa của nước xuất khẩu.
  - Căn cứ vào giá bán của nước xuất khẩu tại một nước khác.
  - Tính theo tổng hợp giá thành sản phẩm, các chi phí có liên quan cùng với lợi nhuận tối thiểu của nhà sản xuất và xuất khẩu.

### Phá giá tiền tệ
Phá giá tiền tệ (hay phá giá ngoại tệ) là hình thức biến tướng của phá giá.
- Thông qua tác động vào tỷ giá hối đoái làm cho đồng nội tệ mất giá so với đồng ngoại tệ khác, để hàng xuất khẩu rẻ hơn làm tăng khả năng cạnh tranh ở thị trường nước ngoài.
- Tác động đến tất cả các mặt hàng và tất cả các thị trường liên quan.
- Được sử dụng khi nhà nước muốn cân đối lại tỷ giá hối đoái trong mối quan hệ giữa cán cân thương mại và cán cân thanh toán.

### Một số biện pháp khác
- Hệ thống thuế nội địa.
- Cơ quan quản lý ngoại tệ và tỷ giá hối đoái.
- Độc quyền mua bán.
- Quy định về chứng thư khi làm thủ tục xuất - nhập khẩu.
- Thưởng xuất khẩu.
- Đặt cọc nhập khẩu.

## Xu hướng chủ yếu chi phối đến chính sách thương mại quốc tế
- Xu hướng tự do hóa thương mại
- Xu hướng bảo hộ mậu dịch